# روزومیتسه
روزومیتسه (به لهستانی:  Rozumice) یک روستا در لهستان است که در گمینا کیتژ واقع شده‌است. روزومیتسه ۸٫۸۴ کیلومتر مربع مساحت و ۳۳۲ نفر جمعیت دارد.